# Beat the Champ
Beat the Champ — пятнадцатый студийный альбом американской инди-рок группы The Mountain Goats из Клермонта (Калифорния). Он был выпущен 7 апреля 2015 года на лейбле Merge Records. Релиз представляет собой концептуальный альбом о профессиональном рестлинге, хотя фронтмен Джон Дарниэль заявил, что некоторые из его песен «на самом деле больше о смерти и труднопроходимых внутренних пространствах, чем о рестлинге».
Это первый альбом с участием мультиинструменталиста и нынешнего участника группы Мэтта Дугласа, а также первый альбом со времён Heretic Pride (2008) с участием бывшего участника Эрика Фридландера.

## История
Джон Дарниэль (фронтмэн из Mountain Goats) был страстным поклонником профессионального рестлинга в детстве, в 70-х, до того как игра превратилась в глянцевое развлечение сродни концерту хайр-метала. Дарниэля привлекало действие и сюжетные линии, в которых герои сражались с каблуками в полуразрушенных зрительных залах и на синдицированном телевидении неделю за неделей, но, что не менее важно, это была одна из немногих вещей, которая позволяла ему общаться с отчимом, одно маленькое место, где их увлечения пересекались. Для Дарниэля рестлинг был не просто шумным развлечением, а своего рода народным театром, рассказывающим о добре и зле и о том, как порядочные люди должны иногда подражать своим врагам, чтобы служить общему благу. Именно поэтому Mountain Goats написали и записали альбом о профессиональном рестлинге.
Альбом был анонсирован Merge 20 января 2015 года, после чего второй трек, «The Legend of Chavo Guerrero», был выпущен для потокового воспроизведения на странице лейбла в SoundCloud.

## Отзывы
| Совокупная оценка       | Совокупная оценка |
| Источник                | Оценка |
| ----------------------- | --- |
| Metacritic              | 79/100 |
| Оценки критиков         | |
| Источник                | Оценка |
| Rolling Stone Australia | [ 5 ] |
| Alternative Press       | 7,5 из 10 звёзд · 7,5 из 10 звёзд · 7,5 из 10 звёзд · 7,5 из 10 звёзд · 7,5 из 10 звёзд · 7,5 из 10 звёзд · 7,5 из 10 звёзд · 7,5 из 10 звёзд · 7,5 из 10 звёзд · 7,5 из 10 звёзд |
| The A.V. Club           | B |
| Consequence of Sound    | B |
| Pitchfork               | 6.6/10 |
| Los Angeles Times       | [ 9 ] |
| AllMusic                | [ 2 ] |

Beat the Champ получил в основном положительные отзывы от современных музыкальных критиков. На сайте Metacritic, который присваивает нормализованный рейтинг из 100 баллов рецензиям от современных критиков, альбом получил средний балл 79, основанный на 24 рецензиях, что означает «в целом благоприятные отзывы». Критик AllMusic Марк Деминг оценил альбом на 4 из 5 и отметил, что «В Beat the Champ вошли 13 песен, в которых в разных аспектах рассказывается об особенностях профессионального рестлинга, о неординарных персонажах, которые каждую неделю сражались на ринге, и о людях, которые делали карьеру, воплощая этих персонажей в жизнь. Дарниэль не обладает идеальным голосом для воплощения крутых парней, о которых он часто поёт, но он достаточно хорошо понимает грандиозную драму и мелкие детали этих историй, чтобы его герои казались реальными и многомерными, и позволяет песням звучать мягко, когда они касаются тяжёлой жизни. А аккомпанемент его коллег по группе Питера Хьюза (бас) и Джона Вурстера (ударные) просто великолепен, они с интуитивным изяществом следуют за голосом, гитарой и клавишными Дарниэлла».
Несколько критиков похвалили Beat the Champ за доступную интерпретацию профессионального рестлинга, так что слушатели, не интересующиеся этим видом спорта, все равно смогут получить удовольствие от альбома. Написав рецензию для Exclaim!, Джер Фэйролл назвал альбом «еще одним ярким событием в переполненной ими карьере», во многом благодаря «звуковому авантюризму группы, сочетающемуся с уникальным присутствием Дарниэля как рассказчика и автора песен».

## Список композиций
Слова и музыка всех песен — John Darnielle.
| №                   | Название                            | Длительность |
| ------------------- | ----------------------------------- | ------------ |
| 1.                  | «Southwestern Territory»            | 4:14         |
| 2.                  | «The Legend of Chavo Guerrero»      | 3:00         |
| 3.                  | «Foreign Object»                    | 2:51         |
| 4.                  | «Animal Mask»                       | 2:54         |
| 5.                  | «Choked Out»                        | 1:42         |
| 6.                  | «Heel Turn 2»                       | 5:58         |
| 7.                  | «Fire Editorial»                    | 3:22         |
| 8.                  | «Stabbed to Death Outside San Juan» | 3:48         |
| 9.                  | «Werewolf Gimmick»                  | 2:34         |
| 10.                 | «Luna»                              | 3:27         |
| 11.                 | «Unmasked!»                         | 3:28         |
| 12.                 | «The Ballad of Bull Ramos»          | 2:53         |
| 13.                 | «Hair Match»                        | 5:40         |
| Общая длительность: | Общая длительность:                 | 45:51        |

| №                   | Название            | Длительность |
| ------------------- | ------------------- | ------------ |
| 14.                 | «Blood Capsules»    | 3:25         |
| 15.                 | «Dub Capsules»      | 4:05         |
| Общая длительность: | Общая длительность: | 53:21        |